# Тверски устанак
Тверски устанак 1327. године (руски: Тверское восстание) је био први већи устанак Владимирске кнежевине против Златне хорде. Насилно је угушен комбинованим снагама Златне хорде, Велике Московске кнежевине и Суздаљске кнежевине. У то време, Москва и Владимир су се борили за превласт у региону, а тотални пораз Владимирске кнежевине окончао је њихово двадесет петогодишње ривалство. Златна хорда је касније постала непријатељ Москве, a Русија се није ослободила монголске превласти све до Угоршчине, или Великог стајања на реци Угри, 1480. године.  

## Позадина
У раном тринаестом веку, монголско царство је покорило Кијевску Русију и успоставила хегемонију над руским кнежевинама. У то време, Владимирска кнежевина била је најмоћнија руска држава. Монголска превласт је била толико дубока да су канови Златне хорде имали моћ да посебним декретима допусте руским кнежевима да владају над својим поседима, само уколико се закуну на оданост кану. Када је народ почео да губи веру у моћ Владимирских кнежева, одвојиле су се разне факције унутар саме државе, која се поделила на мање кнежевине, међу којима су биле и Твер и Москва. Све су, иако номинално, признавале превласт Владимирске кнежевине.
На јесен 1326. године, Александар Михаилович, тверски кнез, добио је од Узбег-кана декрет да влада Владимиром. Око годину дана касније, Чол-кан, Узбег-канов рођак, дошао је у Твер са великом дружином и збацио Александра са престола, наизглед поништавајући ранији декрет. Такође, Чол-кан се настанио у Александровом бившем дому и започео прогон тверских хришћана, у коме је много грозота почињено; између осталог силовања, пљачкања и линчовања. Прочуло се да монголи планирају да побију све народне главаре Владимирске кнежевине на Велику Госпојину, званично поставе Чол-кана за владара Твера и присиле становништво да пређе у Ислам, али је поузданост ових гласина оспоравана. Тверски народ се окренуо Александру да реши проблем, али их је он подстицао да „истрпе“. 

## Догађаји
До побуне је дошло 15. августа 1327. године, када су Чол-канови људи покушали да конфискују кобилу локалног ђакона по имену Дудко; народ се окупио да заштити Дудка, а убрзо се ситуација развила у напад на монголе по целом граду. Чол-кан је покушао да се у палати утврди против гомиле која се накупила, међутим, погинуо је када је зграда запаљена. Татари по целом Тверу били су убијани, па чак и татарски трговци. Неки летописи и савремени историчари сматрају да је Александар заправо био иза овог устанка, али је прихваћено да је то мало вероватно у складу са последицама које би такав подухват носио. Међутим, он такође није ни покушао да спречи побуну.
Кнез Москве, Иван I Калита, дугорочни ривал тверских кнежевa, је убрзо искористио устанак да успостави своју надмоћ. Иван је ушао у савез са Златном хордом и добровољно се обавезао да помогне монголима да поврате владавину над Твером. Заузврат, Узбег-кан је обећао Ивану да ће га начинити Великим кнезом и додатно му пружио потпору у виду педесет хиљада монголских ратника под командом пет монголских генерала. Суздаљски кнез се такође прикључио руско-монголској казненој експедицији, коју је починила армија која је постала позната под именом „Федорчукова армија“, названа по татарском команданту Федорчуку.
Као одмазду, руско-монголска армија је узела десетине заробљеника и спалила читава села. Александар је побегао у Новгород, међутим, уточиште тамо му је било одбијено. Након тога се упутио у Псков, где су га начинили кнезом, да би избегао заточеништво од стране Ивана. Иван и његови савезници су захтевали да Псков преда Александра, а митрополит Теогност Кијевски је изопштио кнеза и цело псковско становништво из цркве. Да би умањио претњу инвазије на своју кнежевину, Александар је опет побегао, овог пута у Литванију, где је остао дуже од годину дана.

## Разрешење
Устанак је значајно умањио утицај Тверске кнежевине на североисточним остацима Кијевске Русије. Године 1328. Узбег-кан је подарио Ивану Калити кнежевине Новгород и Кострому. Александар Васиљевич, Суздаљски кнез, добио је Владимир и област која се пружа дуж данашњег Нижњег Новгорода и Городеца. Пружајући престижни Владимир слабијим од два кнеза, Узбег-кан се придржао принципа „завади па владај“, резонујући да ће љубомора Москве према Суздаљу спречити њихово евентуално уједињење против Златне хорде.
Александар је отишао у Шведску након проведеног времена у Литванији, а затим се вратио назад у Псков пошто је изопштење из цркве било поништено, под покровитељством Гедимина, великог кнеза Литваније. Године 1335. је добио званични опроштај од Узбег-кана, и допуштено му је да се врати на свој положај у Тверу, мада је до тада држава изгубила већину свог значаја и моћи, замењена Москвом. Овај повратак, међутим, није дуго трајао. Он и његов син Фјодор били су 1339. године одведени у Сарај Бату, где су били погубљени.
Након погубљења суздаљског кнеза Александра Васиљевича 1331. године, Иван је добио титулу кнеза Владимира и постао јединствени владар североисточне Русије. Наклоност кана Златне хорде је допустила Москви да брзо стекне моћ на рачун Твера, уз крајњи исход да је Твер предао сав свој утицај Москви. Међутим, ново ривалство је било формирано између кнежева Суздаљ-Нижњег Новгорода и Москве. Моћ Москве и њихов присни однос са Златном хордом је довео до релативно мирног периода у Русији који није био прекинут све до владавине Дмитрија Донског, првог кнеза Москве који се супротставио хорди. Касније их је и победио у битци на Куликовом пољу 1380. године.